# Образцовый самец 2
«Образцовый самец 2», «Образцовый самец № 2» (англ. Zoolander 2) — кинокомедия режиссёра Бена Стиллера, сиквел фильма «Образцовый самец».
Картина получила ряд номинаций на антипремию «Золотая малина», в том числе как худший фильм.

## Сюжет
По миру катится волна убийств знаменитостей. После убийства Джастина Бибера агент Интерпола отдела глобальной моды Валентина Валенсия пытается понять, с чем связаны все убийства. В результате исследования последних снимков убитых знаменитостей было обнаружено, что их последний взгляд является взглядом Голубая сталь, принадлежащим пропавшему Дереку Зуландеру.
Жизнь Зуландера сложилась не лучшим образом. Спустя 2 дня после открытия его центра он рушится, убивая жену Дерека, Матильду, и нанеся повреждения лица Хенсэлу, что рушит его карьеру. Сына Дерека, Дерека Зуландера-младшего, забрали органы опеки после того, как соседка сняла происходящее на кухне. В результате Дерек ушёл из мира моды и стал отшельником по имени Эрик.
Мугату был посажен в тюрьму на 2 пожизненных за покушение на премьера Малайзии.
К Зуландеру в один день приходит Билли Зейн, который принёс послание от Алексании Эйтоз с приглашением на показ Дона Атари в Риме. Сначала Дерек отказывается, но Билли Зейн уговаривает его согласиться, пообещав, что ему могут вернуть сына.
Хенсэл теперь живёт в пустыне с людьми, с которыми 2 года назад у него была лучшая по его словам оргия в жизни. Внезапно он узнаёт, что его компания беременна, включая мужчин и козу. Ошеломлённый Хенсэл убегает, где встречает Билли Зейна с аналогичным приглашением.
В Риме Дерек и Хенсэл встречаются, но встреча не задалась, так как последний зол на Дерека из-за обрушенного здания. Хенсэл уходит, пообещав, что больше они не увидятся. Но они встретились, когда папарацци фотографировали женщину, которая шла туда же, куда и они. Но они попадают в поле зрения камер, а фотография попадается Валентине. Их встречает менеджер соцсетей Дона Атари Вип. Он отвозит их в гостиницу, где они выясняют отношения, мирятся и перестают скрываться. Друзья решили впечатлить Атари, устроив совместную походку по подиуму. Но данный перфоманс впечатлил только самого Дона, который пригласил их на свой показ на заброшенном заводе. Там он знакомит Дерека и Хенсэла с Всё, небинарной сологамной моделью. После этого их кладут в гробы и одевают костюмы с оскорбительными надписями. Когда их выпустили из гробов, над подиумом появляется Всё, которое избивает их плёткой со странными криками, а потом их обливают помоями.
Дерек рассержен таким исходом, решив вернуться к замкнутой жизни. Но на улице их встречает Валентина Валенсия. Она предлагает сделку: он помогает ей узнать про то, как связаны смерти звёзд, а она помогает найти сына. В отделении Интерпола оказывается, что взгляд не Голубая сталь, а АкваВита из рекламы 1995 года. После чего Валентина помогает Дереку найти сына, предупреждая об опасности от дома Эйтоз. Зуландер встречает своего сына, но в шоке с того, что сын стал толстым. Дерек идёт к воде, где появляется призрак его покойной жены, Матильды, предупреждая об опасности от директора. Отец забирает сына, чтоб провести с ним время, но ничего не получается, и Зуландер-младший возвращается в приют.
В это время Хенсэл сидит в спа-салоне, где он знакомится с другой компанией. Но оргию срывает его прошлая компания, приехавшая к нему. Все обижены на Хенсэла и уходят. В результате он бежит на балкон, где пытается понять, кто он такой. Там же находятся Дерек, Кэтти Пэрри и Ник Тайсон, но внезапно появляется Валентина и зовёт друзей в Интерпол. В Интерполе Дерек и Хенсэл узнают о Фонтане Молодости и понимают, что Алексания хочет нажиться на нём. Хенсэлу звонит неизвестный человек и зовёт приехать его в Собор Святого Петра. Приехав на место, они встречают Стинга, который рассказал им, что Фонтан Молодости - это сердце и кровь потомка Стива, прародителя супермоделей. И этим самым потомком Стива оказался сын Зуландера. Поняв, что надо срочно действовать, Интерпол берёт штурмом здание приюта, где жил Дерек-младший, но он оказался пустым. Директором оказался замаскированный Злой Диджей. Поняв, что за этим возможно стоит Мугату, Валенсия вместе с Дереком и Хэнселом отправляется в тюрьму модного мира, где Зуландер отправляется к Якобиму. Последний обманом посадил Дерека на своё место и сбежал, но Хенсэл умудрился сесть к нему на хвост, пока Валентина отправилась освобождать Дерека.
Прибыв в дом Эйтоз, Мугату и Алексания радуются встрече. Приходит Дон Атари, но разгневанный Мугату убивает его, избавляясь от конкурента. После этого он в костюме клоуна отправляется к Зуландеру-младшему, где увеличивает его порции для того, чтобы принести его в жертву ради вечной молодости. После он уходит, а Хенсэл приободряет мальчугана, но был вынужден уйти, так как вернулись люди Мугату, забрав Дерека. Но Хенсэл отправился вслед за ними.
Тем временем Валенсия и Зуландер также прибывают на место, где замечают Анну Винтур, которая шла не на сам показ, а в сторону. Дерек и Валентина отправляются вслед за ней, проникнув внутрь через тайный проход. Внутри они объединяются с Хенсэлом и, замаскировавшись, проникают на собрание модельеров, где Мугату собирался расправиться над сыном Зуландера. Но в последний момент Дерек срывает маскировку и атакует Мугату, получив ранение ножом. Модельеры требуют отдать нож ради молодости. Но Мугату говорит, что история со Стивом бред, и раскрывает свой план по уничтожению мировой моды в качестве мести за то, что не помогли ему остаться на свободе. Хенсэл лезет за ним, но из-за ошибки Зуландера оказывается раненым и падает вниз, освободив сына последнего. Мугату раскрывает, что именно он был виновным в том, что жизнь Дерека оказалась разрушенной. Валентина Валенсия достала пистолет и потребовала от Мугату остановиться, но на неё напала Алексания. Во время драки Валентина срывает с неё маскировку и обнаруживает, что всё время это была Катинька Ингабоговинанана. Они вступают в вульгарную драку, за которой все наблюдают. Но Мугату бросает бомбу, и Дерек использует Магнум, чтоб остановить бомбу, но сил не хватает. Тогда к Хенсэлу приходит Стинг, оказавшийся его отцом, и они помогают Зуландеру. Но и этих сил недостаточно. Мугату оскорбил Дерека-младшего, и тот также кидает свой сильный взгляд, который возвращает бомбу в Мугату. Перед своей смертью Мугату понял, что история со Стивом правда, после чего его разрывает на части.
После этого врывается Интерпол. К Хенсэлу приходит вся его компания, приглашённая Зуландером, после чего он принимает, что станет отцом. Но так как один из компании запивал разрыв алкоголем, то он потерял ребёнка, но Хенсэл пообещал, что всё будет хорошо. Валентина и Дерек радуются и чуть было не целуются, но Дерек в последний момент останавливается, потому что всё ещё любит Матильду. Но появляется призрак Матильды, которая разрешает Дереку быть с Валентиной, так как она мертва, и это больше её не волнует. Дерек и Хенсэл решают устроить вечеринку в лаве, которая была ранее выпущена сообщником Мугату, Тоддом.
После 6 месяцев в ожоговом отделении Дерек и Хенсэл восстанавливаются, а также лишаются своих шрамов. Они снова успешные модели. Дерек и Валентина женятся, в браке рождается дочь, а они собираются открыть центр для моделей купальников с возможностью перевода в правоохранительные органы. Зуландер-младший пошёл по стопам своего отца и стал моделью. А Хенсэл стал счастливым отцом.

## В ролях
| Актёр                | Роль                      |
| -------------------- | ------------------------- |
| Бен Стиллер          | Дерек Зуландер            |
| Оуэн Уилсон          | Хэнсел Макдональд         |
| Уилл Феррелл         | Джакобим Мугату           |
| Пенелопа Крус        | Валентина Валенсия        |
| Кристен Уиг          | Алексания Атоз            |
| Фред Армисен         | Вип                       |
| Кайл Муни            | Дон Атари                 |
| Милла Йовович        | Кати́нка Ингабого́винанана  |
| Кристин Тейлор       | призрак Матильды Джеффрис |
| Джастин Теру         | злой диджей               |
| Нэйтан Ли Грэхэм     | Тодд                      |
| Сайрус Арнольд       | Дерек Зуландер младший    |
| Билли Зейн           | играет самого себя        |
| Джон Дэйли           | агент Филиппо             |
| Стинг                | играет самого себя        |
| Бенедикт Камбербэтч  | Олл                       |
| Оливия Манн          | зрительница на шоу        |
| Джастин Бибер        | играет самого себя        |
| Кэти Перри           | играет саму себя          |
| Ариана Гранде        | играет саму себя          |
| Мадалина Диана Генеа | экзотическая женщина      |
| Канье Уэст           | играет самого себя        |
| Льюис Хэмилтон       | играет самого себя        |

## Награды и номинации
| Год  | Премия         | Категория                                  | Номинанты                 | Результат |
| ---- | -------------- | ------------------------------------------ | ------------------------- | --------- |
| 2017 | Золотая малина | Худший фильм                               |                           | Номинация |
| 2017 | Золотая малина | Худший приквел, ремейк, плагиат или сиквел |                           | Номинация |
| 2017 | Золотая малина | Худший режиссёр                            | Бен Стиллер               | Номинация |
| 2017 | Золотая малина | Худшая мужская роль                        | Бен Стиллер               | Номинация |
| 2017 | Золотая малина | Худшая мужская роль второго плана          | Оуэн Уилсон               | Номинация |
| 2017 | Золотая малина | Худшая мужская роль второго плана          | Уилл Феррелл              | Номинация |
| 2017 | Золотая малина | Худшая женская роль второго плана          | Кристен Уиг               | Победа    |
| 2017 | Золотая малина | Худший актёрский дуэт                      | Бен Стиллер и Оуэн Уилсон | Номинация |